# يارونغ
يارونغ (بالإنجليزية: Yarong)‏ هي منطقة سكنية تقع في الصين في أزمة التبت والصين. يقدر عدد سكانها بـ
- نسمة .